# 松下楓歩
松下 楓歩（まつした かほ、2003年1月31日 - ）は、日本の女子プロレスラー。アイスリボン所属。静岡県出身。血液型A型。

## 所属
- アイスリボン（2021年〜）

## 人物
- ももいろクローバーZの百田夏菜子ファン。[1]
- 朝陽に誘われ、2018年7月8日「アイスリボン後楽園ホール大会『サマージャンボリボン2018』」をプロレス初観戦。
- リングネームの松下は画数で決め、楓歩は本人発案。

## 来歴・戦歴
2021年
- 4月3日 アイスリボンのスタッフとしてネオプラスに入社。主にカメラや照明係を担当。
- 11月3日 「P’sParty第92戦」に練習生（リングネーム：カホ）としてエキシビションマッチに出場。春輝つくしと対戦し敗北。
- 11月13日 「大田区総合体育館大会」にて朝陽とのシングルマッチ20分1本勝負でデビュー。朝陽に敗北。
- 11月28日 「アイスリボン後楽園ホール大会 『Sweet November』」第1試合 タッグマッチ20分1本勝負にて朝陽とタッグ出場。青野未来＆トトロさつきと対戦し敗北。
- 高校1年生の時に同じクラスだった朝陽とのタッグ名が『1年9組』となる。[2]
- 12月04日 「アイスリボン1162」第4試合 タッグマッチ15分1本勝負にて1年9組で出場。春輝つくし＆藤本つかさと対戦し敗北。
- 12月31日 「アイスリボン後楽園ホール大会『RIBBONMANIA2021』」第1試合 8人タッグマッチ20分1本勝負にて朝陽＆NATSUMI＆咲蘭とタッグで出場（対戦相手はチェリー＆バニー及川＆Yappy＆キク）。変形ブロックバスターで勝利。自身にとっても初勝利となる。

2022年
- 1月9日 「アイスリボン1171 in SKIPシティ」第3試合 タッグマッチ20分1本勝負にて1年9組で出場。SAKI＆清水ひかりと対戦し敗北。
- 1月16日 「アイスリボン後楽園ホール大会『アイスリボン～冬物語2022～』」第1試合 6人タッグマッチ20分1本勝負にて星ハム子＆咲蘭とタッグで出場。朝陽＆バニー及川＆柳川澄樺に勝利。
- 2月5日「アイスリボン1178」第4試合 松下楓歩生誕プロデュースタッグマッチ20分1本勝負にて1年9組で出場。ドロップキッカーズ（春輝つくし＆藤本つかさ）に敗北。
- 2月12日 「アイスリボン1179」第2試合 タッグマッチ15分1本勝負にて1年9組で出場（対戦相手はYappy＆咲蘭）。サイドバスターで勝利。
- 2月23日 「横浜リボン2022 Feb.」第5試合 タッグマッチ30分1本勝負にて1年9組で出場。清水ひかり＆櫻井裕子に勝利。
- 2月26日 「アイスリボン後楽園ホール大会『RE:BORN2022』」第4試合 タッグマッチ30分1本勝負にて1年9組で出場。SAKI＆清水ひかりに敗北。
- 3月5日 「アイスリボン1183」第1試合 タッグマッチ15分1本勝負にて柳川澄樺とタッグで出場（対戦相手は星いぶき＆キク）。変形ブロックバスターで勝利。
- 4月9日 「アイスリボン1191」第4試合 タッグマッチ20分1本勝負にて藤本つかさとタッグで出場（対戦相手は春輝つくし＆柳川澄樺）。変形ブロックバスターで勝利。
- 4月16日 「アイスリボン1192」第4試合 タッグマッチ20分1本勝負にて藤本つかさとタッグで出場（対戦相手は石川奈青＆網倉理奈）。ファルコンアローで勝利。
- 4月17日 「アイスリボン1193 in SKIPシティ」第5試合 インターナショナルリボンタッグ選手権試合 30分1本勝負にて『王者』SAKI＆清水ひかりに藤本つかさとタッグで挑戦するも敗北。
- 4月19日 「キク5番勝負 第5戦」にてファルコンアローで勝利。
- 4月24日 「アイスリボン利府町大会『利府リボン2022』」第4試合 タッグマッチ20分1本勝負にて1年9組で出場。Rebel＆Enemy（雪妃真矢＆山下りな）に敗北。
- 5月1日 「名古屋リボン2022 II 第二部」第4試合 タッグマッチ20分1本勝負にて1年9組で出場。春輝つくし＆藤本つかさと対戦し時間切れドロー。
- 5月4日 「アイスリボン横浜武道館大会II」第4試合 スペシャルシングルマッチ20分1本勝負にてアジャコングと対戦。アジャの壁を崩すことができず敗北。[3]
- 5月14日 「アイスリボン坂出大会『さかいでリボン2022』」第6試合 6人タッグマッチ30分1本勝負にて真白優希＆星いぶきとタッグで出場。トトロさつき＆高瀬みゆき＆柳川澄樺に勝利。
- 5月18日 「Princess’s Party『KISSmeT PRINCESS CD発売記念興行』」第2試合 タッグマッチ15分1本勝負にて柳川澄樺とタッグで出場（対戦相手は石川奈青＆神姫楽ミサ）。フェイスクラッシャー で勝利。
- 6月8日 「おでかけプロレスin三多摩法人会連合会青年部会連絡協議会交流会」第2試合 タッグマッチ15分1本勝負にて1年9組で出場。トトロさつき＆キクに勝利。
- 6月11日 「アイスリボン1207」エキシビションマッチにて篠瀬ありさに勝利。
- 6月15日 「Princess’s Party 第3戦」第1試合 タッグマッチ15分1本勝負にて1年9組で出場。Yappy×＆YuuRIに勝利。
- 6月18日 「横浜リボン2022 June」第2試合 タッグマッチ20分1本勝負にて1年9組で出場（対戦相手はチェリー＆×キク）。ファルコンアローで勝利。  １年９組としてリボンタッグに挑戦することを表明。
- 6月25日 リボンタッグ王座戦の前哨戦となる、「アイスリボン1209」第4試合 タッグマッチ20分1本勝負にて1年9組で出場。トトロさつき＆Yappyに勝利。
- 6月26日 「アイスリボン後楽園ホール大会『雨のち、リボン2022』第7試合 インターナショナルリボンタッグ選手権試合30分1本勝負にて王者：BIG☆DEKAI!!!（まなせゆうな＆トトロさつき）に挑戦するも敗北。
- 6月29日 「Princess’s Party 第4戦」第1試合 シングルマッチ10分1本勝負にて神姫楽ミサと対戦し、時間切れドロー。 バトルロイヤルにて勝ち抜き勝利。
- 7月9日 「アイスリボン1213」第4試合 タッグマッチ20分1本勝負にてラム会長とタッグで出場（対戦相手は朝陽＆鈴木ユラ）。ファンファーレで勝利。
- 7月16日 「アイスリボン1214」第3試合 シングルマッチ10分1本勝負にてYuuRIと対戦。オクラホマロールで勝利。
- 7月18日 「横浜リボン2022 July」志田光への挑戦権をかけて、星いぶきと対戦するも敗北。
- 7月30日 「アイスリボン1217」第4試合 タッグマッチ20分1本勝負にて清水ひかりとタッグで出場。朝陽＆あーみんに勝利。
- 7月31日 清水ひかりとのタッグ名が『ひーかほ』となる。
- 8月3日 「Princess’s Party 第7戦」第1試合 シングルマッチ10分1本勝負にて咲蘭と対戦。カホクラッチで勝利。
- 8月6日 「アイスリボン1219」第4試合 タッグマッチ20分1本勝負にてあーみんとタッグで出場。朝陽＆櫻井裕子に勝利。
- 8月14日 「アイスリボン1221」第4試合 タッグマッチ20分1本勝負にて神姫楽ミサとタッグで出場（対戦相手は朝陽＆鈴木ユラ）。ファンファーレで勝利。
- 8月20日 「アイスリボン1222」第2試合 シングルマッチ10分1本勝負にて朝陽と対戦。時間切れによりドロー。
- 8月27日 「アイスリボン1223」第2試合 タッグマッチ15分1本勝負にてあーみんとタッグで出場。朝陽＆櫻井裕子に勝利。
- 8月28日 「アイスリボン両国KFCホール大会」第1試合 メキシコ遠征者決定トーナメント1回戦15分1本勝負にて清水ひかりに敗れ、準決勝進出を逃す。
- 8月28日 「CMLLレディースリング両国KFCホール大会」第3試合 日墨友好親善タッグマッチ20分1本勝負にてステファニー・バッケルとタッグで出場。神姫楽ミサ＆石川奈青に勝利。
- 9月3日 「アイスリボン1225」第4試合 タッグマッチ20分1本勝負にて久令愛とタッグで出場。櫻井裕子＆Himikoに勝利。
- 9月4日 「アイスリボン1226 in 176BOX」第2試合 タッグマッチ20分1本勝負にてひーかほで出場。石川奈青＆あーみんに勝利。
- 9月18日 「アイスリボン1229」第4試合 タッグマッチ20分1本勝負にて星いぶきとタッグで出場。朝陽＆あーみんに勝利。
- 10月1日 「アイスリボン1231」第4試合 ダリス vs 参戦選手全員にてダリスに勝利。
- 10月10日 「BIG☆DEKAI!!!のBIG☆DEKAAAAAAAAAAI!!!!!!!!!!」第4試合 ガンジョvsアイスリボン タッグマッチ20分1本勝負にて1年9組で出場。春日萌花＆YuuRIに勝利。
- 10月16日 「『闘強商店会プロレス2022～三都物語～』東久留米駅前商店会」タッグマッチにて1年9組で出場。石川奈青＆神姫楽ミサに勝利。
- 10月22日 「アイスリボン1235～星ハム子＆朝陽生誕プロデュース興行～『♡セクシーサンライズ♡』」第2試合 コスチュームチェンジマッチ＆技限定タッグマッチ20分1本勝負にてあーみん＆神姫楽ミサと星ハム子のコスチュームを着用しタッグで出場。朝陽のコスチュームを着用した櫻井裕子＆柳川澄樺＆咲蘭に勝利。
- 10月29日 「アイスリボン1236」第3試合 シングルマッチ10分1本勝負にて石川奈青と対戦し、時間切れドロー。
- 10月30日 切望した「アイスリボン両国KFCホール大会『第3回絆トーナメント』」開催。 夜の部、第4試合 ハロウィン仮装時間差バトルロイヤルにて清水ひかりのコスチュームを着用。最終戦、安納サオリと対戦し勝利。
- 11月3日 「本庄女子プロレス」（マジックボックス道場（埼玉県本庄市））へ向かうはずが、電車を間違え栃木県まで行ってしまう。 試合開始30分前に到着し事なきを得る。
- 11月5日 「Super Princess’s Party IN 東京ドームシティ」第1試合 シングルマッチ15分1本勝負にて朝陽にファンファーレで初勝利。
- 11月16日 「Princess’s Party 第14戦」第1試合 タッグマッチ15分1本勝負にて櫻井裕子とタッグで出場。真白優希＆柳川澄樺に勝利。
- 11月26日 「アイスリボン1242」第4試合 トライアングルリボン選手権試合15分1本勝負（推薦者：松本都）にて王者：真白優希に挑戦するも敗北。
- 11月27日 「アイスリボン1243 in SKIPシティ」第3試合 タッグマッチ20分1本勝負にて1年9組で出場（対戦相手は青野未来＆入江彩乃）。時間切れによりドロー。
- 12月11日 「アイスリボン1246 in SKIPシティ」第2試合 タッグマッチ20分1本勝負にて星いぶきとタッグで出場。朝陽＆海乃月雫に勝利。
- 12月17日 「横浜リボン2022 Dec.」第2試合 6人タッグマッチ20分1本勝負にて清水ひかり＆谷ももとタッグで出場（対戦相手は星ハム子＆櫻井裕子＆海乃月雫）。ファルコンアローで勝利。
- 12月24日 「アイスリボン成増アクトホール大会」第3試合 クリスマススペシャル6人タッグマッチ20分1本勝負にてgalaxy Punch!（SAKI＆清水ひかり）とタッグで出場（対戦相手は石川奈青＆あーみん＆神姫楽ミサ）。ファンファーレで勝利。

2023年
- 1月3日 「アイスリボン1251～新春道場マッチ～」第2試合 カルタタッグマッチ20分1本勝負にて真琴とタッグで出場。弓李＆咲蘭に勝利。
- 1月8日 「アイスリボン1253 in SKIPシティ」第5試合 タッグマッチ30分1本勝負にてひーかほで出場。トトロさつき＆YuuRIに勝利。
- 1月18日 「Princess’s Party 第17戦」第2試合 タッグマッチ20分1本勝負にて谷ももとのタッグで出場（対戦相手は大空ちえ＆海乃月）。変形ブロックバスターホールドで勝利。
- 1月28日 「アイスリボン1256」第4試合 タッグマッチ20分1本勝負にて石川奈青とのタッグで出場。大空ちえ＆鈴木ユラに勝利。
- 2月4日 「アイスリボン1258」第3試合 シングルマッチ10分1本勝負にて柳川澄樺と対戦し、時間切れドロー。
- 2月8日 「Princess’s Party 第20戦」第1試合 タッグマッチ15分1本勝負にて海乃月とのタッグで出場。大空ちえ＆咲蘭に勝利。
- 2月11日 「アイスリボン1259～バレンタインリボン～」第4試合 タッグマッチ20分1本勝負にて鈴木ユラとのタッグで出場（対戦相手は大空ちえ＆柳川澄樺）。ファンファーレで勝利。
- 2月18日 「アイスリボン1260」第1試合 シングルマッチ10分1本勝負にてキクに変形ブロックバスターで初勝利。
- 2月25日 「アイスリボン1262」第4試合 タッグマッチ20分1本勝負にて大空ちえとのタッグで出場（対戦相手は星いぶき＆咲蘭）。ファルコンアローで勝利。
- 3月15日 「Princess’s Party 第23戦」第1試合 タッグマッチ15分1本勝負にて谷ももとのタッグで出場。YuuRI＆海乃月に勝利。
- 3月19日 「アイスリボンマーチ2023」第1試合 タッグマッチ20分1本勝負にてひーかほで出場（対戦相手は石川奈青＆網倉理奈）。ファンファーレで勝利。
- 4月16日 「アイスリボン1272 in SKIPシティ」第3試合 タッグマッチ20分1本勝負にてひーかほで出場（対戦相手はAoi＆HisokA）。変形ブロックバスターホールドで勝利。
- 4月22日 「アイスリボン1273～星いぶき生誕プロデュース興行～｣ 第1試合 同期対決シングルマッチ10分1本勝負にて咲蘭と対戦。オクラホマロールで勝利。
- 4月29日 「大阪リボン2023」第4試合 タッグマッチ30分1本勝負にてひーかほで出場。星ハム子＆谷ももに勝利。
- 5月6日  「アイスリボン1271」第2試合 決め技限定シングルマッチ 10分1本勝負にて久令愛と対戦。久令愛は「チョップ」、松下は「キック」からのフォール以外は認められない特別ルールで時間切れドロー。
- 5月14日 「星ハム子 デビュー15周年記念大会プロデュース興行 セクシー♡ハムシー♡雑草魂♡」第4試合 シングルマッチ15分1本勝負にて中森華子とのシングルマッチに挑むも敗北。
- 5月27日 「アイスリボン1278」第3試合 タッグマッチ15分1本勝負にて櫻井裕子とのタッグで出場（対戦相手は星いぶき＆海乃月雫）。レフェリーの制止を振り切った二人がかりでの絞首刑攻撃により反則勝ち。
- 6月3日 「アイスリボン1280」第2試合 タッグマッチ 15分1本勝負にてひーかほで出場（対戦相手は杏ちゃむ＆鈴木ユラ）。変形ブロックバスターホールドで勝利。
- 6月4日 「アイスリボン1281 in 176BOX」第4試合 インターナショナルリボンタッグ選手権試合 30分1本勝負にて王者：むこまこ（星ハム子＆真琴）にひーかほで挑戦するも敗北。
- 6月10日 「アイスリボン1282」第3試合 シングルマッチ10分1本勝負にて星いぶきと対戦し、時間切れドロー。
- 6月17日 「アイスリボン1283」第3試合 シングルマッチ10分1本勝負にてAoiと対戦し、時間切れドロー。
- 6月18日 「アイスリボン1284 in SKIPシティ」第3試合 シングルマッチ 時間無制限1本勝負にて星いぶきと対戦し、敗れるも前月からの星いぶきとの遺恨に決着。
- 7月1日 「アイスリボン1286」第4試合 タッグマッチ20分1本勝負にて星いぶきとのタッグで出場し、横入り式エビ固めで勝利（対戦相手はトトロさつき＆海乃月雫）。
- 7月17日 「横浜リボン2023・July」第3試合 しのせ愛梨紗復帰戦 タッグマッチ20分1本勝負にて星いぶきとのタッグで出場。雪妃真矢＆しのせ愛梨紗に勝利。
- 7月30日 「利府リボン2023」第5試合 藤本つかさ1日限定復帰 6人タッグマッチ30分1本勝負にてアジャコング＆藤本つかさとのタッグで出場（対戦相手は星ハム子＆橋本千紘＆星いぶき）。試合後のマイクでアジャコングに成長を評価された[4]。
- 8月5日 「アイスリボン1293」第1試合 シングルマッチ10分1本勝負にてしのせ愛梨紗と対戦し、逆片エビ固めで勝利。
- 8月6日 「アイスリボンおでかけプロレスwith hotシュシュ inソラマチスカイアリーナ」[1部]第3試合 タッグマッチ15分1本勝負にて海乃月雫とのタッグで出場し、オクラホマロールで勝利（対戦相手は杏ちゃむ＆咲蘭）。※[2部]は雨天により中止。
- 8月19日 「アイスリボン1296」第1試合 シングルマッチ10分1本勝負にて咲蘭と対戦。ブレーンバスターで勝利。
- 8月26日 「不思議の国のアイス2023」第3試合 タッグマッチ20分1本勝負にてひーかほで出場（対戦相手はキク＆HisokA）。変形ブロックバスターホールドで勝利。
- 9月16日 「アイスリボン1300」第4試合 タッグマッチ1300秒1本勝負にてしのせ愛梨紗とのタッグで出場。星いぶき＆咲蘭に勝利。
- 9月17日 「アイスリボン成増アクトホール大会」第5試合 タッグマッチ20分1本勝負にてひーかほで出場（対戦相手は神姫楽ミサ＆HisokA）。ファルコンアローで勝利。10月22日にフォーワン（柳川澄樺＆神姫楽ミサ）が持つインターナショナルリボンタッグ選手権へ挑戦することが決定。
- 9月23日 「アイスリボン1302」第1試合 トライアングルリボン15分1本勝負にて咲蘭、鈴木ユラと対戦。横入り式エビ固めで咲蘭から勝利。
- 9月30日 「アイスリボン1304」第3試合6人タッグマッチ20分1本勝負にて杏ちゃむ＆YuuRIとのタッグで出場（対戦相手は柳川澄樺＆神姫楽ミサ＆トトロさつき）。変形オクラホマロールで勝利。
- 10月9日 「横浜リボン2023・Oct.」第5試合 タッグマッチ30分1本勝負にて星ハム子とのタッグで出場。対戦相手は柳川澄樺＆松本浩代。清水ひかりの欠場により星いぶきとのタッグでインターナショナルリボンタッグ選手権へ挑戦することが決定。
- 10月21日 「アイスリボン1308」第2試合 シングルマッチ10分1本勝負にてHisokAと対戦。ファンファーレで勝利。
- 10月22日 「アイスリボン1309 in 176BOX」第5試合 インターナショナルリボンタッグ選手権試合 30分1本勝負にて星いぶきとのタッグで王者：フォーワン（柳川澄華＆神姫楽ミサ）に挑戦するも時間切れドロー。
- 11月3日 「アイスリボン プリズムホール大会2023 in 東京ドームシティ」第5試合 インターナショナルリボンタッグ王者決定戦 時間無制限1本勝負にて星いぶきとのタッグで出場。杏ちゃむ＆YuuRIに敗れる。同日、12月31日に星いぶきが持つICE×∞選手権に挑戦することが決定。
- 11月4日 「R-village PARTY～BATTLE LIVE SP vol.3～supported by ICERIBBON」シングルマッチ15分1本勝負にてしのせ愛梨紗と対戦し、変形ブロックバスターホールドで勝利。
- 11月11日 「アイスリボン1312」第4試合 タッグマッチ20分1本勝負にて杏ちゃむとのタッグで出場（対戦相手は星いぶき＆AKARI）。回転式横十字固め〈仮〉で勝利。
- 11月18日 「アイスリボン1313」第4試合 タッグマッチ20分1本勝負にて星ハム子とのタッグで出場（対戦相手は星いぶき＆弓李）。ファルコンアローで勝利。
- 11月25日 「アイスリボンおでかけプロレス in 西武園けいりん」第2試合 タッグマッチ時間無制限1本勝負にて星ハム子とのタッグで出場（対戦相手は星いぶき＆しのせ愛梨紗）。変形ブロックバスターホールドで勝利。
- 12月2日 「アイスリボン1320」第2試合 タッグマッチ 20分1本勝負にて星いぶきとのタッグで出場（対戦相手は弓李＆しのせ愛梨紗）。変形ブロックバスターホールドで勝利。
- 12月10日 「東京コミックコンベンション2023 in アイスリボン」第3試合 タッグマッチにて星ハム子とのタッグで出場（対戦相手は星いぶき＆しのせ愛梨紗）。変形ブロックバスターホールドで勝利。
- 12月16日 「アイスリボン1316」第4試合 タッグマッチ20分1本勝負にてトトロさつきとのタッグで出場。YuuRI＆Yappyに勝利。
- 12月17日 「アイスリボン1317 in SKIPシティ」第4試合 6人タッグマッチ30分1本勝負にて弓李＆芦田美歩とのタッグで出場。星いぶき＆星ハム子＆しのせ愛梨紗に勝利。
- 12月24日 「アイスリボン1318～クリスマスリボン～」第3試合 タッグマッチ15分1本勝負にて柳川澄樺とのタッグで出場（対戦相手はトトロさつき＆古川奈苗）。横入り式エビ固めで勝利。
- 12月31日 「RIBBONMANIA2023」第7試合 ICE×∞選手権試合 30分1本勝負にて王者：星いぶきに挑戦するも敗北。

2024年
- 1月3日 「アイスリボン1322～新春道場マッチ～」第1試合 シングルマッチ10分1本勝負にて咲蘭と対戦し、変形オクラホマロールで勝利。
- 1月6日 「アイスリボン1323」第2試合 1Dayトーナメントに向けて5選手総当り戦各3分1本勝負にて出場。2勝2分けで優勝。
- 1月27日 「アイスリボン～冬物語2024～」 第4試合 RIBBON-1トーナメント1回戦 5分1本勝負にて弓李と対戦し、時間切れドロー。キャリアの浅い選手が勝利する規定により2回戦進出。  第7試合 RIBBON-1トーナメント2回戦 5分1本勝負にて星ハム子と対戦し、敗北。
- 2月3日 「アイスリボン1327」第4試合 6人タッグマッチ30分1本勝負にて星ハム子＆真白優希とのタッグで出場。星いぶき＆神姫楽ミサ＆しのせ愛梨紗に勝利。
- 2月17日 「アイスリボン1330」第4試合 タッグマッチ20分1本勝負にて咲蘭とのタッグで出場。星いぶき＆しのせ愛梨紗に勝利。
- 2月24日 「アイスリボン1332」第3試合 タッグマッチ15分1本勝負にて神姫楽ミサとのタッグで出場（対戦相手は真白優希＆藤滝明日香）。バズソーキックにて勝利。
- 3月2日 「アイスリボン1333」第4試合 タッグマッチ20分1本勝負にて星いぶきとのタッグで出場（対戦相手は真白優希＆神姫楽ミサ）。丸め込みの応酬を制して勝利。
- 3月23日 「アイスリボンマーチ2024」第4試合 トライアングルリボン新王者決定戦 時間無制限1本勝負にて出場。
- 3月30日 「アイスリボン1338」第2試合 シングルマッチ10分1本勝負にて櫻井裕子と対戦し、時間切れドロー。
- 3月31日 アイスリボン女子プロレスサークル自主興行「プロレスサークル興行」第2試合 タッグマッチ15分1本勝負にて出場。ボディスラムにて勝利。
- 4月7日 「おでかけプロレス石川県七尾市」タッグマッチ30分1本勝負にて星ハム子とのタッグで出場。芦田美歩＆藤滝明日香に勝利。
- 4月12日　練習中に怪我をし、半月板損傷および左前十字靱帯断裂と診断され、長期欠場となることを発表。

2025年
- 2月11日　清水ひかりの引退前、最後のアイスリボン参戦となる2月24日にひーかほで1日限定復帰をすることを発表。
- 2月24日 「横浜リボン2025・Feb.」第2試合 清水ひかりラストリボン、松下楓歩1日限定復帰 タッグマッチ20分1本勝負にてひーかほで出場（対戦相手は星ハム子＆星いぶき）。
- 4月13日　5月6日「横浜リボン2025・GWⅡ」での復帰を発表。
- 5月6日 「横浜リボン2025・GWⅡ」第5試合 松下楓歩復帰戦 タッグマッチ30分1本勝負にて咲蘭とのタッグで出場。対戦相手は紫雷美央＆星いぶき。
- 5月17日 「アイスリボン1420～5月生まれプロデュース大会～」第1試合 杏ちゃむプロデュース「下剋上ルール」タッグマッチ15分1本勝負にて緋彩ませとのタッグで出場。トトロさつき＆若菜きらりに勝利。
- 5月25日 「アイスリボン北沢タウンホール大会」第2試合 タッグマッチ20分1本勝負にて星いぶきとのタッグで出場（対戦相手は藤田あかね＆古川奈苗with海乃月雫）。変形ブロックバスターホールドで勝利。星いぶきとのタッグ名を『Prime Link（プライムリンク）』とすることを発表。
- 5月31日 「アイスリボン1423」第4試合 タッグマッチ20分1本勝負にて弓李とのタッグで出場。勝愛実＆若菜きらりに勝利。
- 6月14日 「アイスリボン1425」第3試合 シングルマッチ10分1本勝負にて若菜きらりと対戦し、サムソンクラッチで勝利。
- 6月21日 「雨のち、リボン2025」第3試合 タッグマッチ20分1本勝負にてPrime Linkで出場。対戦相手は真琴＆VENY。
- 6月28日 「アイスリボン1427」第4試合 タッグマッチ20分1本勝負にてPrime Linkで出場。若菜きらり＆叶ミクに勝利。
- 6月29日 「アイスリボン1428 in SKIPシティ」第5試合 タッグマッチ30分1本勝負にてPrime Linkで出場（対戦相手は若菜きらり＆緋彩もえ）。変形ブロックバスターホールドで勝利。
- 7月5日 「アイスリボン1429」第2試合 タッグマッチ15分1本勝負にてりことのタッグで出場（対戦相手はしのせ愛梨紗＆緋彩ませ）。サイクロンサンセットを潰しての体固めで勝利。
- 7月12日 「アイスリボン1430」第1試合 シングルマッチ10分1本勝負にてりこと対戦し、コブラクラッチで勝利。
- 7月19日 「アイスリボン1431～7月生まれプロデュース大会～」第3試合 藤本つかさ なりきりタッグマッチ15分1本勝負にてしのせ愛梨紗とのタッグで出場（対戦相手は柳川澄樺＆Lil Marz）。ビーナスクラッチで勝利。
- 7月26日 「横浜リボン2025・July」第4試合 シングルマッチ15分1本勝負にて米山香織と対戦。
- 8月9日 「アイスリボン1434」第3試合 タッグマッチ15分1本勝負にてPrime Linkで出場。Yappy＆しのせ愛梨紗に勝利。8月24日にBad Butts（杏ちゃむ＆Yappy）が持つインターナショナルリボンタッグ選手権へ挑戦することが決定。

## 入場曲
- ファンファーレ☆／仮面女子

## 得意技
ファンファーレ
相手の片腕をハーフネルソン気味にして首の後ろを捉え、もう片方の腕を相手の股下でリストクラッチした後、持ち上げてその場で相手の体を前方回転させながらマットに叩き付け、スモールパッケージのような形で抑え込む変型ドライバー。
変形の鷹木信悟のMADE IN JAPANのような形。
カホクラッチ
ファンファーレの形で投げずに丸め込む。
変形ブロックバスター
ファンファーレの形で後ろに投げるブロックバスター。ファンファーレの原型。
ミサイルキック
サッカーボールキック
ファルコンアロー